# لیاسکووتس (روستا)
لیاسکووتس (به بلغاری: Lyaskovets) یک منطقهٔ مسکونی در بلغارستان است که در شهرستان استامبولوو واقع شده‌است.